# Уорд-Перкинс, Брайан
Брайан Уорд-Перкинс (англ. Bryan Ward-Perkins; род. XX век, Рим) — британский археолог и историк Поздней античности, специалист по экономической истории. Доктор философии (1980), эмерит-профессор Оксфорда.
Возглавляет созданный им же оксфордский Центр поздней античности (Centre for Late Antiquity).
Автор широко обсуждавшейся книги «Падение Рима» (2005), отмеченной Hessell-Tiltman Prize.
Сын археолога-античника John Bryan Ward-Perkins, историка архитектуры. Вырос в Риме.
Получил образование историка, а также докторскую степень по истории. Учился в Оксфорде.
Как практикующий археолог работал преимущественно в Италии — на протяжении 15 лет каждое лето проводил там полевые исследования. Являлся феллоу оксфордского Тринити-колледжа с 1981 года, в сентябре 2019 года ушел оттуда в отставку.
Его называемая выдающейся книга «Падение Рима» в значительной степени явилась повторением традиционного понимания падения Рима — на волне академических пересмотров, стимулированных книгой Питера Брауна 1989 года «Мир поздней античности: 150—750 гг. н. э.».
Публикации
- The Fall of Rome and the End of Civilization (OUP, 2005). [Переведена на французский, немецкий, греческий, итальянский, японский, португальский, румынский и испанский языки.] ISBN 978-0-19-280728-1
- ‘A most unusual empire: Rome in the fourth century’, in C. Rapp and H. Drake (eds.), City-Empire-Christendom: Changing Contexts of Power and Identity in Antiquity (CUP, 2014).

Редактор
- Interacting with Saints in the Late Antique and Medieval Worlds (Turnhout, Belgium: Brepols Publishers, 2023)